# Пауль Земрау
Пауль Земрау (нім. Paul Semrau; 12 листопада 1915, Дойч-Ейлау, Німецька імперія — 8 лютого 1945, Нідерланди) — німецький льотчик-ас нічної винищувальної авіації, майор люфтваффе. Кавалер Лицарського хреста Залізного хреста з дубовим листям.

## Біографія
Служив у війську зв'язку. В липні 1940 року переведений у важку винищувальну авіацію, а восени 1940 року призначений командиром 3-ї ескадрильї 2-ї ескадри нічних винищувачів. Учасник боїв над Ла-Маншем і в районі Мальти. З серпня 1943 року — командир 3-ї, з 1 січня 1944 року — 1-ї групи 2-ї ескадри нічних винищувачів. В червні 1943 року призначений командиром 5-ї групи 6-ї ескадри нічних винищувачів, яка в липні 1943 року була переформована на 3-ю групу 2-ї ескадри нічних винищувачів. 12 листопада 1944 року призначений командиром 2-ї ескадри нічних винищувачів. Його літак був збитий «Спітфайрами» під час заходу на посадку.
Всього за час бойових дій вчинив близько 360 бойових вильотів і збив 46 літаків.

## Нагороди
- Нагрудний знак пілота
- Залізний хрест
  - 2-го класу (17 травня 1941)
  - 1-го класу (12 червня 1941)
- Нарвікський щит
- Почесний Кубок Люфтваффе
- Відзначений у Вермахтберіхт (19 червня 1941)
- Німецький хрест в золоті (24 квітня 1942)
- Лицарський хрест Залізного хреста з дубовим листям
  - лицарський хрест (7 жовтня 1942) — за 14 нічних перемог, знищення 6 літаків на землі і 160 бойових вильотів
  - дубове листя (№841; 17 квітня 1945, посмертно) — за 46 нічних перемог.
- Авіаційна планка нічного винищувача в золоті